# كسوف الشمس 26 فبراير 2017
حدث كسوف حلقي للشمس في 26 فبراير 2017. يحدث كسوف الشمس عندما يمر القمر بين الأرض والشمس ، وبالتالي يحجب صورة الشمس كليًا أو جزئيًا عن مشاهد على الأرض. يحدث الكسوف الحلقي للشمس عندما يكون القطر الظاهري للقمر أصغر من قطر الشمس ، مما يحجب معظم ضوء الشمس ويتسبب في ظهور الشمس على شكل حلقة (حلقة). يظهر الخسوف الحلقي على شكل كسوف جزئي فوق منطقة من الأرض يبلغ عرضها آلاف الكيلومترات.
حدث قبل 4.7 يومًا فقط من الحضيض (نقطة الحضيض في 3 مارس 2017) ، كان القطر الظاهري للقمر أكبر. كان القطر الظاهري للقمر أصغر بقليل بنسبة 0.7٪ من قطر الشمس.
كان مرئيًا عبر جنوب أمريكا الجنوبية في الصباح وانتهى في جنوب غرب إفريقيا عند غروب الشمس. في الأرجنتين ، تقع أفضل الأماكن لمشاهدة الكسوف في جنوب مقاطعة تشوبوت ، في بلدات فاكوندو وسارمينتو وكامارونيس . حدث Lunar Perigee في حوالي 2017 مارس 03 في تمام الساعة 07:41: 24.5 بالتوقيت العالمي المنسق ، بعد 4.7 يومًا.

## تنبؤات ومعلومات إضافية

### خصائص الكسوف
حجم الكسوف: 0.99223
غموض الكسوف: 0.98451
جاما: -0.45780
سلسلة ساروس: رقم 140 (29 من 71)

### أوقات الاقتران
أكبر كسوف: 26 فبراير 2017 14:53: 24.5 بالتوقيت العالمي المنسق (14: 54: 32.8 TD)
اقتران الكسوف: 26 فبراير 2017 14:58: 23.4 التوقيت العالمي المنسق (14: 59: 31.7 TD)
اقتران استوائي: 26 فبراير 2017 14: 38: 46.0 UTC (14: 39: 54.4 TD)

### إحداثيات مركزية الأرض للشمس والقمر
الصعود الأيمن للشمس: 22.66
انحراف الشمس: -8.5
قطر الشمس: 1938.0 ثانية قوسية
الصعود الأيمن للقمر: 22.66
انحدار القمر: -8.9
قطر القمر: 1895.6 ثانية قوسية

### اهتزاز مركزية الأرض للقمر
خط العرض: 5.1 درجة جنوبا
خط الطول: 0.6 درجة شرقا
الاتجاه: 336.5 (NNW)

## صالة عرض

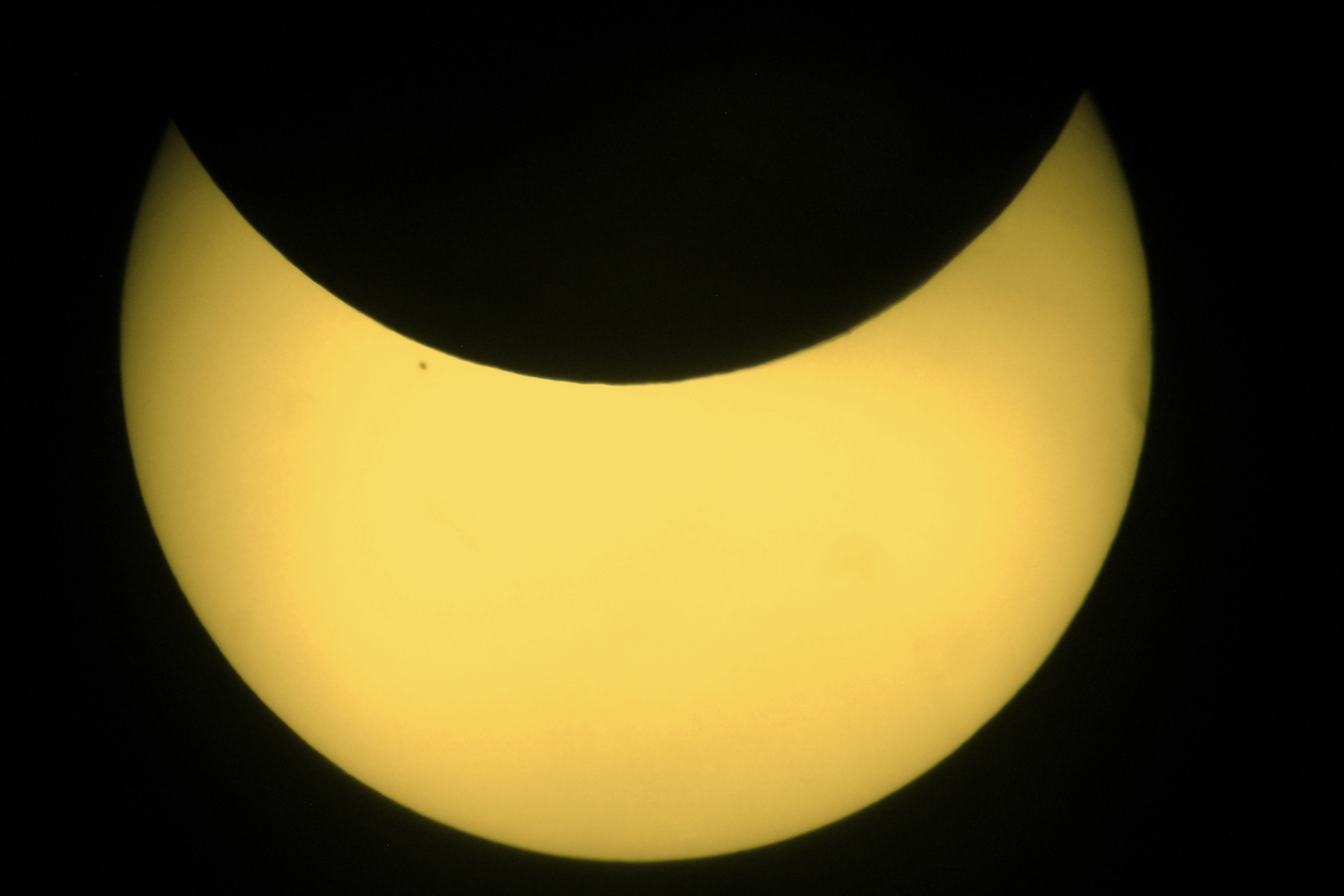
جزئي من فيلا جيزيل [الإنجليزية] ، الأرجنتين ، 13:18 بتوقيت جرينتش
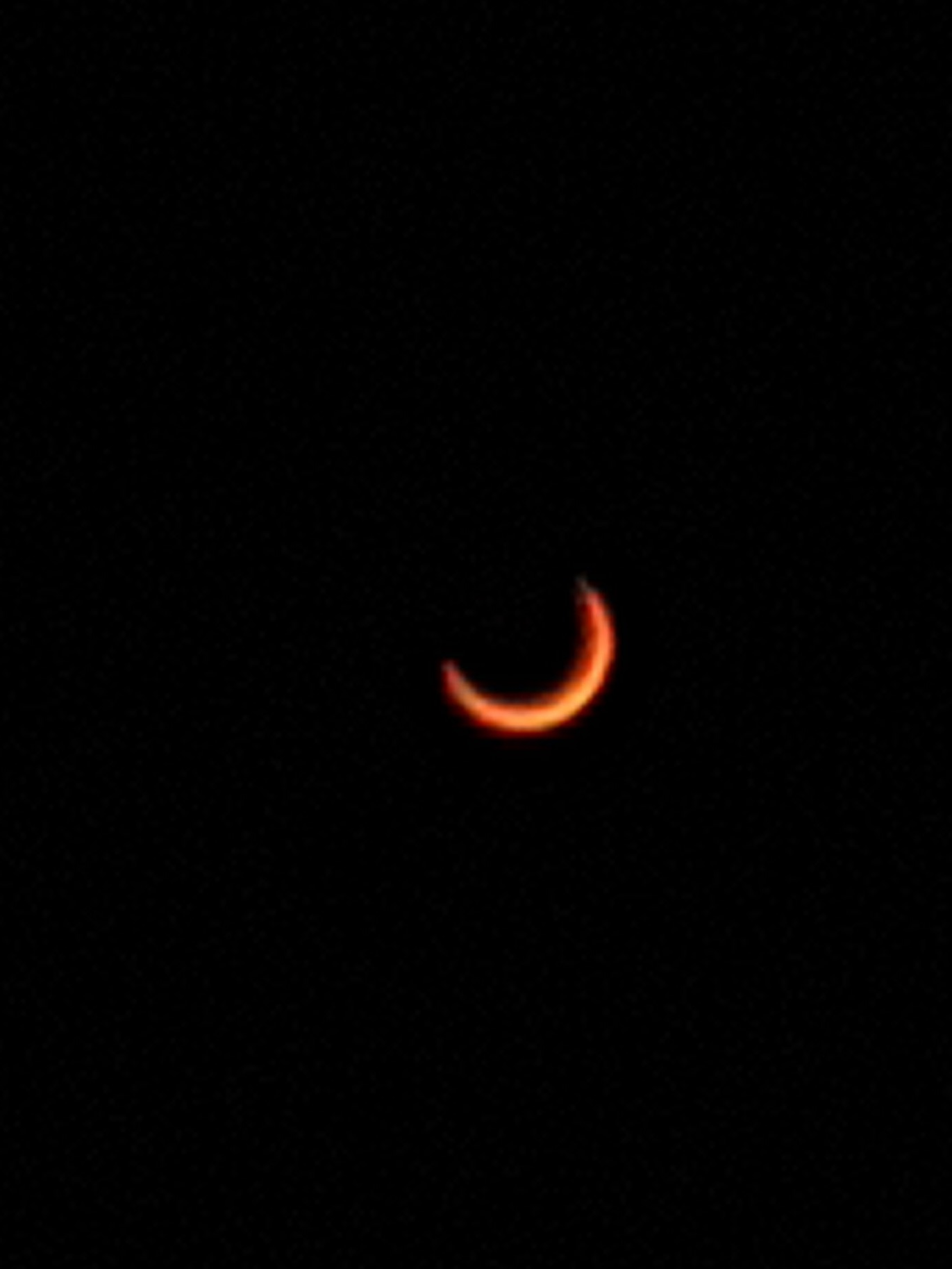
كويهايك ، تشيلي ، 13:35 بتوقيت جرينتش ، قبل دقيقة واحدة من تاريخ الحلقي
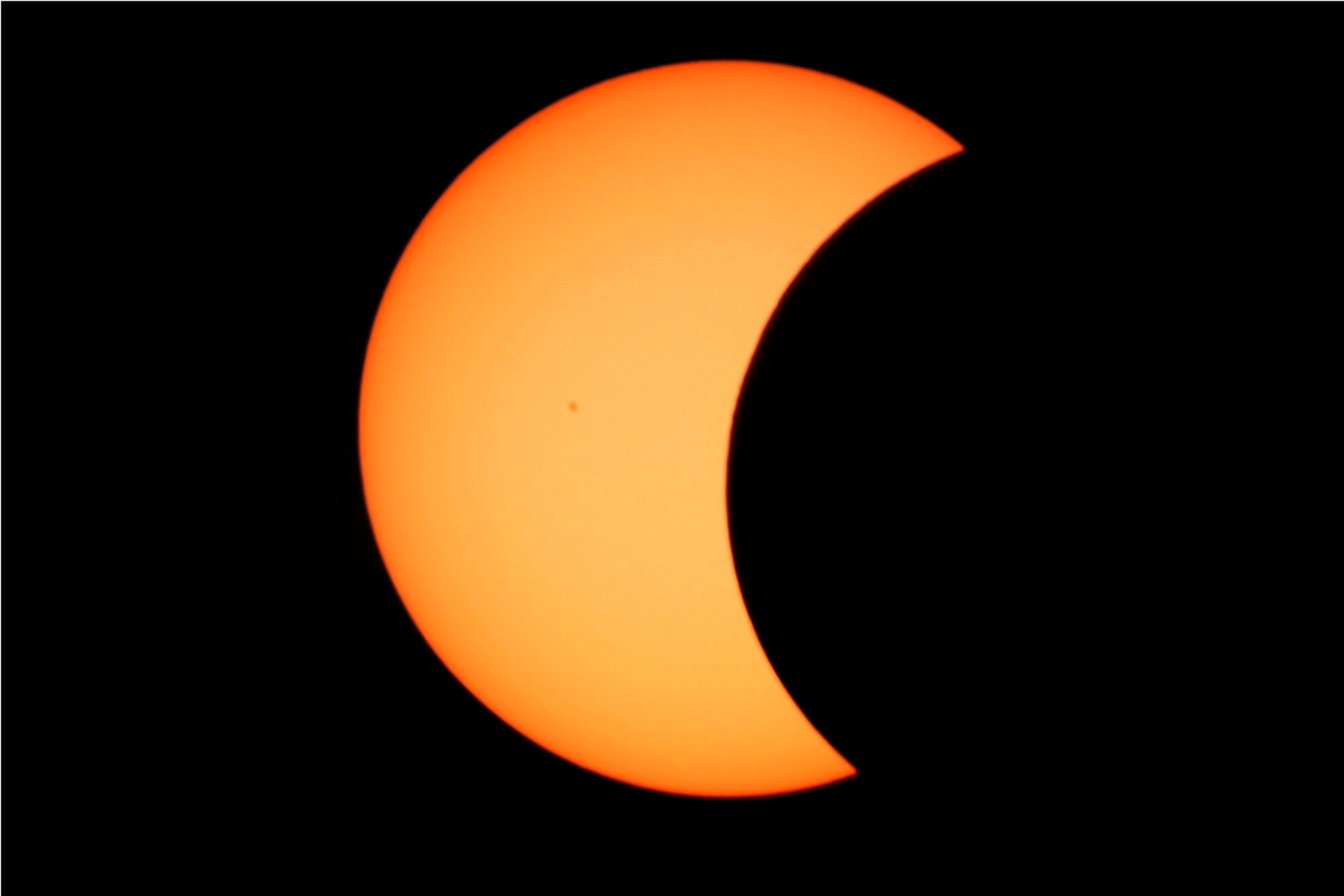
جزئي من بيسكو إلكوي ، تشيلي ، 13:48 بتوقيت جرينتش
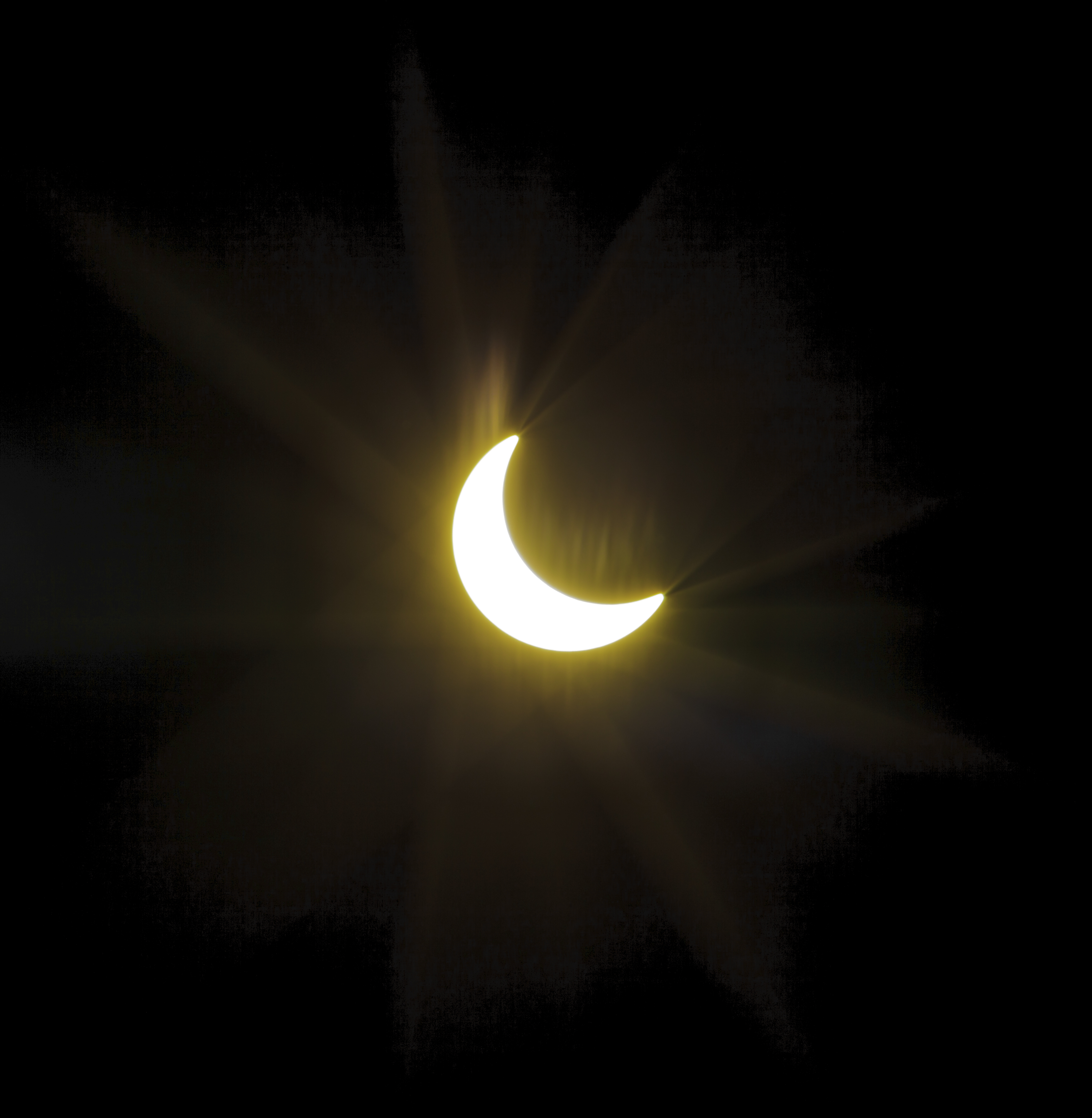
جزئية من بونتا ديل إستي ، أوروغواي ، 13:56 بتوقيت جرينتش
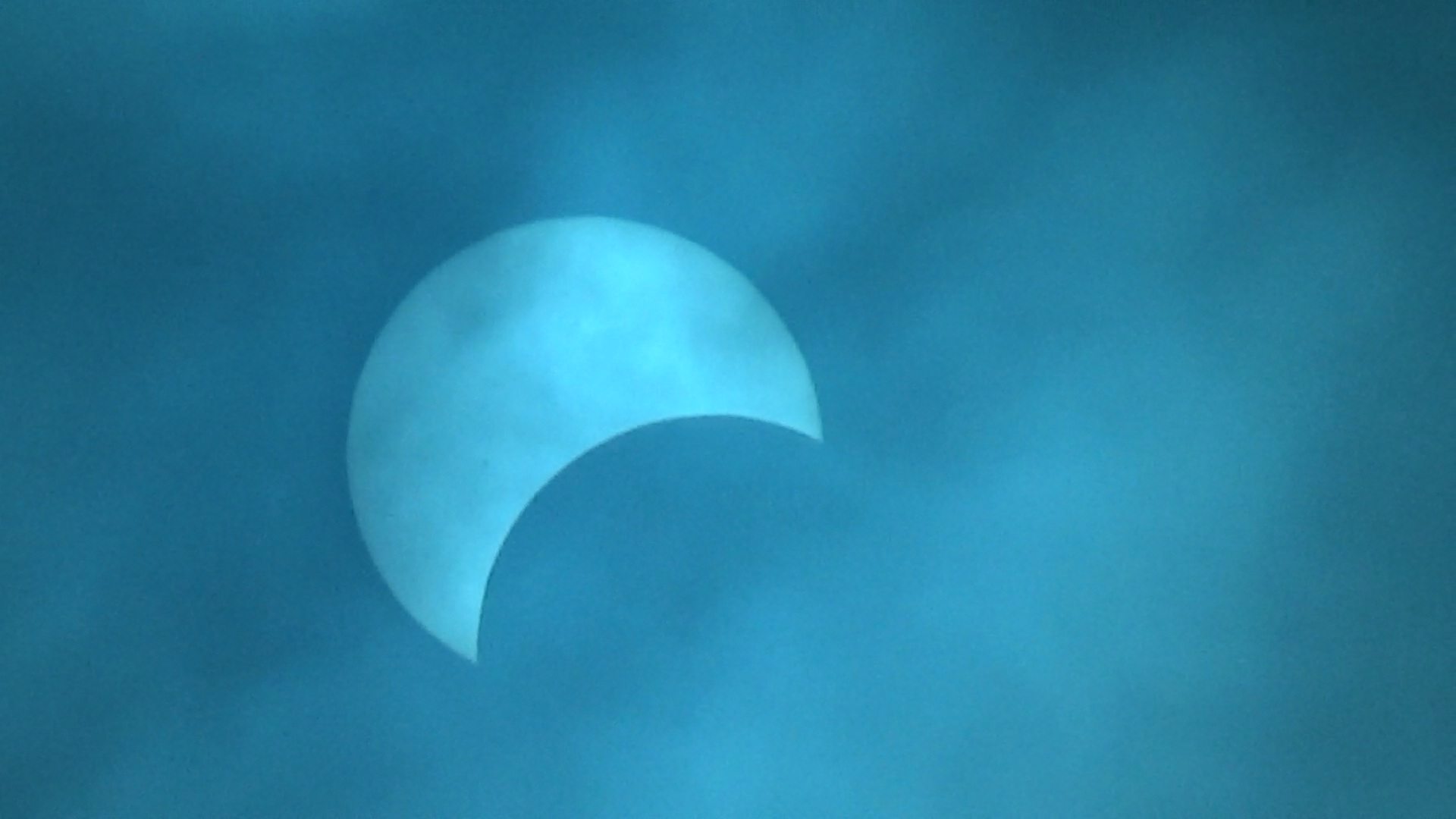
جزئي من بويرتو سيسنيس ، تشيلي ، 14:17 بتوقيت جرينتش
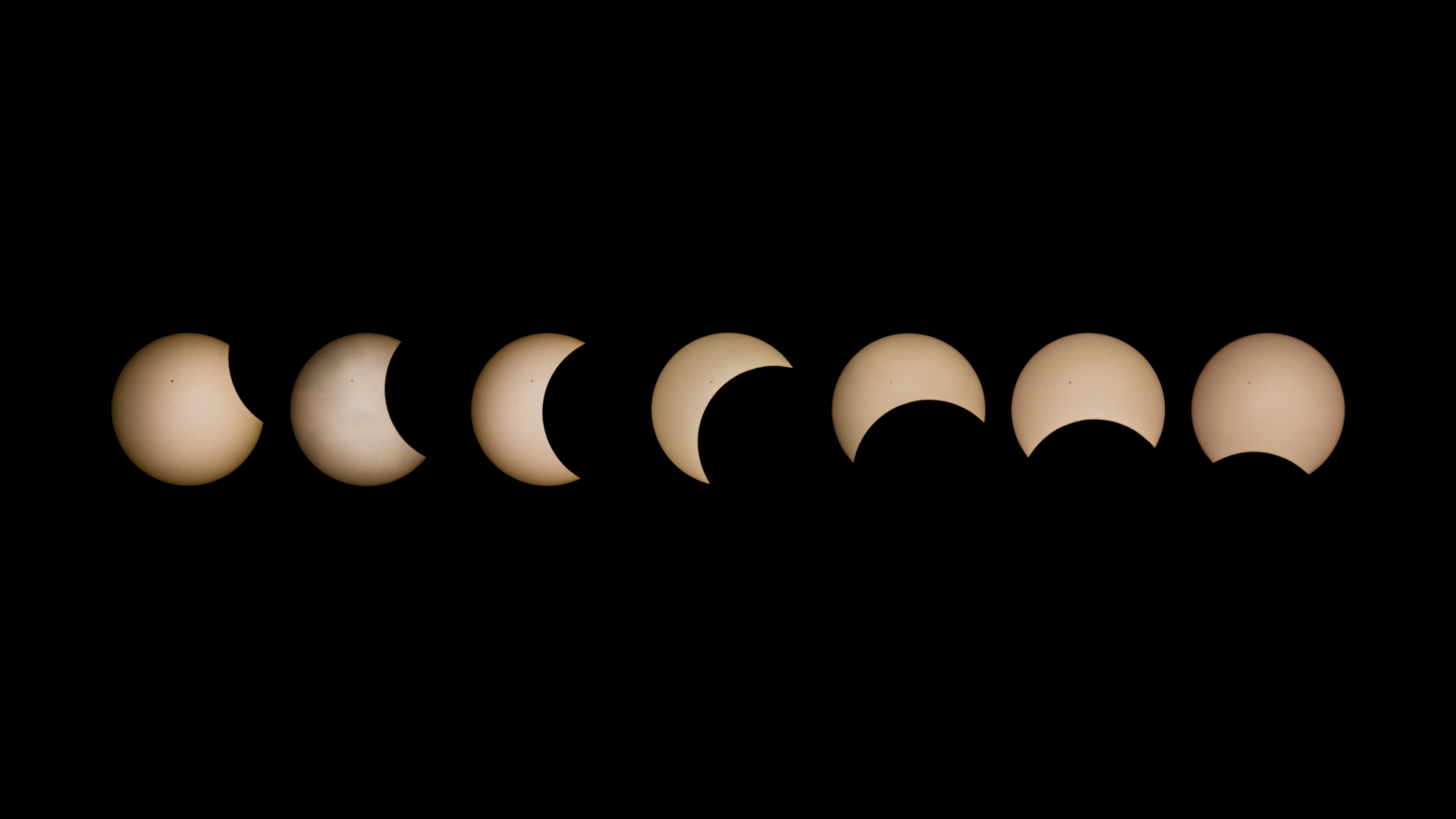
الصورة المركبة كما رأينا من بوينس آيرس ، الأرجنتين
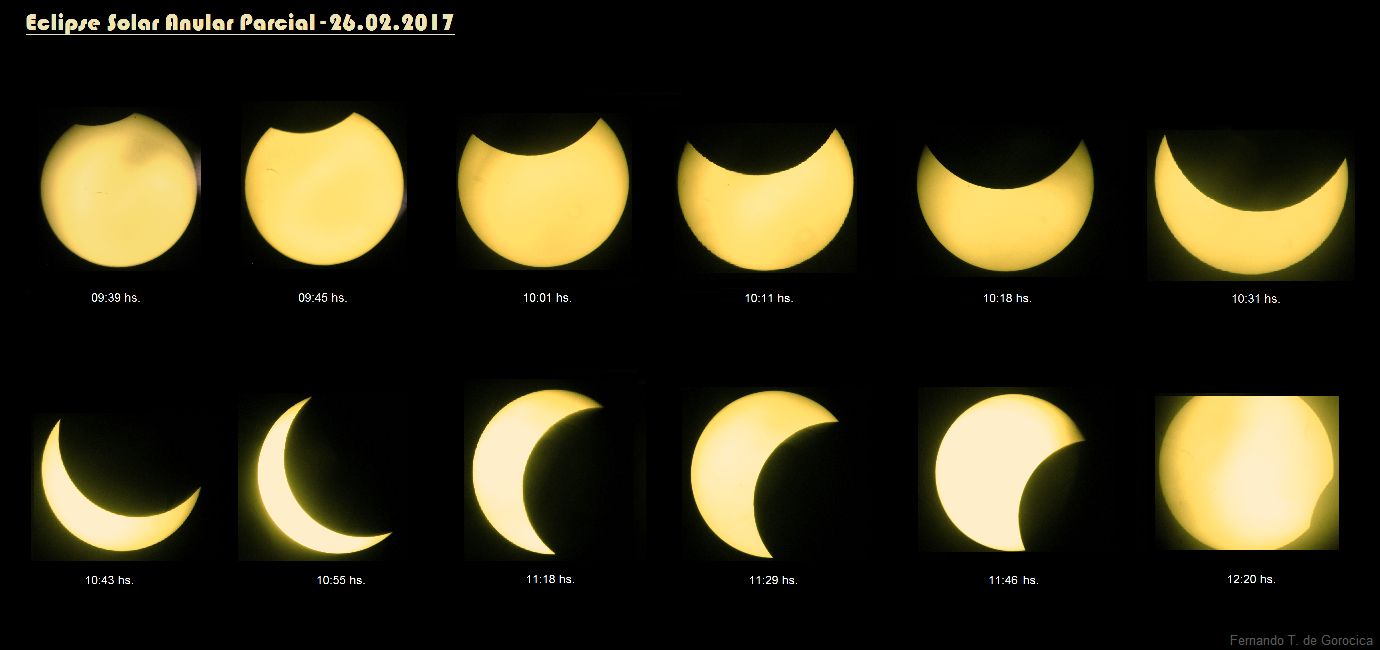
صور الفاصل الزمني كما تظهر من فيلا جيزيل ، الأرجنتين
رسم متحرك للكسوف كما يظهر في مونتيفيديو ، أوروغواي

## الخسوفات ذات الصلة

### كسوف 2017
- خسوف شبه قمري للقمر في 11 فبراير .
- كسوف حلقي للشمس في 26 فبراير.
- خسوف جزئي للقمر في 7 أغسطس .
- كسوف كلي للشمس في 21 أغسطس .

### كسوف الشمس في العقدة الهابطة 2015-2018
- Saros 120: الكسوف الكلي للشمس في 20 مارس 2015
- Saros 130: الكسوف الكلي للشمس من 8 إلى 9 مارس 2016
- Saros 140: الكسوف الحلقي للشمس في 26 فبراير 2017
- Saros 150: كسوف جزئي للشمس في 15 فبراير 2018

### تسولكينكس
سابق: كسوف الشمس 15 يناير 2010
يتبع: كسوف الشمس في 8 أبريل 2024

### دورة نصف ساروس
سابق: خسوف القمر في 21 فبراير 2008
يتبع: خسوف القمر في 3 مارس 2026

### تريتوس
سابق: كسوف الشمس في 29 مارس 2006
يتبع: كسوف الشمس في 26 يناير 2028

### 140- مسعود
سابق: كسوف الشمس في 16 فبراير 1999
يتبع: كسوف الشمس في 9 مارس 2035

### اينكس
سابق: كسوف الشمس في 18 مارس 1988
يتبع: كسوف الشمس في 5 فبراير 2046

### ثالوث
سابق: كسوف الشمس في 28 أبريل 1930
يتبع: كسوف الشمس في 29 ديسمبر 2103

### كسوف الشمس 2015-2018
هذا الكسوف هو جزء من سلسلة كسوف الشمس 2015-2018. يتكرر كل 177 يومًا تقريبًا و 4 ساعات في العقد المتناوبة من مدار القمر.
| مجموعات سلسلة كسوف الشمس من 2015 إلى 2018                                                 | مجموعات سلسلة كسوف الشمس من 2015 إلى 2018 | مجموعات سلسلة كسوف الشمس من 2015 إلى 2018 | مجموعات سلسلة كسوف الشمس من 2015 إلى 2018 | مجموعات سلسلة كسوف الشمس من 2015 إلى 2018 | مجموعات سلسلة كسوف الشمس من 2015 إلى 2018 | مجموعات سلسلة كسوف الشمس من 2015 إلى 2018 |
| ----------------------------------------------------------------------------------------- | ----------------------------------------- | ----------------------------------------- | ----------------------------------------- | ----------------------------------------- | ----------------------------------------- | ----------------------------------------- |
| عقدة تنازلية                                                                              | عقدة تنازلية                              | عقدة تنازلية                              |                                           | عقدة تصاعدية                              | عقدة تصاعدية                              | عقدة تصاعدية                              |
| Saros                                                                                     | Map                                       | Gamma                                     | Saros                                     | Map                                       | Gamma                                     |                                           |
| 120 لونغييربين, Svalbard                                                                  | كسوف الشمس 20 مارس 2015 Total             | 0.9453                                    | مرصد ديناميكا الشمس                       | كسوف الشمس 13 سبتمبر 2015 Partial         | -1.1004                                   |                                           |
| 130 باليكبابان, Indonesia                                                                 | كسوف الشمس 9 مارس 2016 Total              | 0.2609                                    | 135 L'Étang-Salé, Réunion                 | كسوف الشمس 1 سبتمبر 2016 Annular          | -0.3330                                   |                                           |
| 140 Partial from بوينس آيرس                                                               | كسوف الشمس 26 فبراير 2017 Annular         | -0.4578                                   | 145 كاسبر                                 | كسوف الشمس في 21 أغسطس 2017 Total         | 0.4367                                    |                                           |
| 150 Partial from اوليفوس، بوينس آيرس                                                      | كسوف الشمس في 15 فبراير 2018 Partial      | -1.2117                                   | 155 Partial from Huittinen, Finland       | كسوف الشمس 11 أغسطس 2018 Partial          | 1.1476                                    |                                           |
| يحدث الكسوف الجزئي للشمس في 13 يوليو 2018 و 6 يناير 2019 خلال سلسلة الفصل الدراسي التالي. |                                           |                                           |                                           |                                           |                                           |                                           |

### ساروس 140
وهي جزء من دورة ساروس 140 تتكرر كل 18 سنة و 11 يوماً وتحتوي على 71 حدثاً.
بدأت السلسلة بكسوف جزئي للشمس في 16 أبريل 1512.
يحتوي على الكسوف الكلي من 21 يوليو 1656 حتى 9 نوفمبر 1836 ،
والكسوف الهجين من 20 نوفمبر 1854 حتى 23 ديسمبر 1908 ،
والكسوف الحلقي من 3 يناير 1927 حتى 7 ديسمبر 2485.
تنتهي السلسلة في الحدث 71 ككسوف جزئي في 1 يونيو 2774.
وكانت أطول مدة للإجمالي هي 4 دقائق و 10 ثوانٍ في 12 أغسطس 1692.
| يحدث أعضاء السلسلة 23-53 بين عامي 1901 و 2450: | يحدث أعضاء السلسلة 23-53 بين عامي 1901 و 2450: | يحدث أعضاء السلسلة 23-53 بين عامي 1901 و 2450: |
| 23                                             | 24                                             | 25                                             |
| ---------------------------------------------- | ---------------------------------------------- | ---------------------------------------------- |
| </img> </br> 23 ديسمبر 1908                    | </img> </br> 3 يناير 1927                      | </img> </br> 14 يناير 1945                     |
| 26                                             | 27                                             | 28                                             |
| </img> </br> 25 يناير 1963                     | </img> </br> 4 فبراير 1981                     | </img> </br> 16 فبراير 1999                    |
| 29                                             | 30                                             | 31                                             |
| </img> </br> 26 فبراير 2017                    | </img> </br> 9 مارس 2035                       | </img> </br> 20 مارس 2053                      |
| 32                                             | 33                                             | 34                                             |
| </img> </br> 31 مارس 2071                      | </img> </br> 10 أبريل 2089                     | </img> </br> 23 أبريل 2107                     |
| 35                                             | 36                                             | 37                                             |
| </img> </br> 3 مايو 2125                       | </img> </br> 14 مايو 2143                      | </img> </br> 25 مايو 2161                      |
| 38                                             | 39                                             | 40                                             |
| </img> </br> 5 يونيو 2179                      | </img> </br> 15 يونيو 2197                     | </img> </br> 28 يونيو 2215                     |
| 41                                             | 42                                             | 43                                             |
| </img> </br> 8 يوليو ، 2233                    | </img> </br> 19 يوليو 2251                     | </img> </br> 29 يوليو ، 2269                   |
| 44                                             | 45                                             | 46                                             |
| </img> </br> 10 أغسطس 2287                     | </img> </br> 21 أغسطس 2305                     | </img> </br> 1 سبتمبر 2323                     |
| 47                                             | 48                                             | 49                                             |
| </img> </br> 12 سبتمبر 2341                    | </img> </br> 23 سبتمبر 2359                    | </img> </br> 3 أكتوبر 2377                     |
| 50                                             | 51                                             | 52                                             |
| </img> </br> 14 أكتوبر 2395                    | </img> </br> 25 أكتوبر 2413                    | </img> </br> 5 نوفمبر 2431                     |
| 53                                             |                                                |                                                |
| </img> </br> 15 نوفمبر 2449                    |                                                |                                                |

### سلسلة إنكس
هذا الكسوف هو جزء من دورة إنكس طويلة الأمد ، يتكرر عند العقد المتناوبة كل 358 شهرًا سينوديًا يعادل (≈ 10571.95 يومًا ، أو 29 عامًا ناقص 20 يومًا).
مظهرها وخط طولها غير منتظمين بسبب عدم التزامن مع الشهر غير الطبيعي (فترة الحضيض). ومع ذلك ، فإن مجموعات 3 دورات إنكس (87 سنة ناقص شهرين) تقترب (≈ 1،151.02 شهرًا غير طبيعي) ، لذا فإن الكسوف متشابه في هذه المجموعات.
| أعضاء سلسلة Inex بين عامي 1901 و 2100:       | أعضاء سلسلة Inex بين عامي 1901 و 2100:        | أعضاء سلسلة Inex بين عامي 1901 و 2100:       |
| -------------------------------------------- | --------------------------------------------- | -------------------------------------------- |
| </img> </br> 18 مايو 1901 </br> (ساروس 136)  | </img> </br> 28 أبريل 1930 </br> (ساروس 137)  | </img> </br> 8 أبريل 1959 </br> (ساروس 138)  |
| </img> </br> 18 مارس 1988 </br> (ساروس 139)  | </img> </br> 26 فبراير 2017 </br> (ساروس 140) | </img> </br> 5 فبراير 2046 </br> (ساروس 141) |
| </img> </br> 16 يناير 2075 </br> (ساروس 142) |                                               |                                              |

### دورة ميتونيك
تكرر السلسلة ميتونيك كل 19 عامًا (6939.69 يومًا) ، وتستمر حوالي 5 دورات. يحدث فيها الكسوف في نفس تاريخ التقويم تقريبًا. بالإضافة إلى ذلك ، تكرر سلسلة أكتون الفرعية 1/5 من ذلك أو كل 3.8 سنوات (1387.94 يومًا). تحدث جميع الكسوفات في هذا الجدول عند العقدة الهابطة للقمر.
| 21 events between July 22, 1971 and July 22, 2047 | 21 events between July 22, 1971 and July 22, 2047 | 21 events between July 22, 1971 and July 22, 2047 | 21 events between July 22, 1971 and July 22, 2047 | 21 events between July 22, 1971 and July 22, 2047 |
| July 21–22                                        | May 9–11                                          | February 26–27                                    | December 14–15                                    | October 2–3                                       |
| 106                                               | 108                                               | 110                                               | 112                                               | 114                                               |
| ------------------------------------------------- | ------------------------------------------------- | ------------------------------------------------- | ------------------------------------------------- | ------------------------------------------------- |
| July 21, 1952                                     | May 10, 1956                                      | February 26, 1960                                 | December 16, 1963                                 | October 3, 1967                                   |
| 116                                               | 118                                               | 120                                               | 122                                               | 124                                               |
| July 22, 1971 [الإنجليزية]                        | May 11, 1975 [الإنجليزية]                         | February 26, 1979 [الإنجليزية]                    | December 15, 1982 [الإنجليزية]                    | October 3, 1986 [الإنجليزية]                      |
| 126                                               | 128                                               | 130                                               | 132                                               | 134                                               |
| July 22, 1990 [الإنجليزية]                        | May 10, 1994 [الإنجليزية]                         | February 26, 1998 [الإنجليزية]                    | كسوف الشمس 14 ديسمبر 2001                         | كسوف الشمس 3 أكتوبر 2005                          |
| 136                                               | 138                                               | 140                                               | 142                                               | 144                                               |
| كسوف الشمس في 22 يوليو 2009                       | كسوف الشمس 10 مايو 2013                           | كسوف الشمس 26 فبراير 2017                         | December 14, 2020 [الإنجليزية]                    | كسوف الشمس 2 أكتوبر 2024                          |
| 146                                               | 148                                               | 150                                               | 152                                               | 154                                               |
| July 22, 2028 [الإنجليزية]                        | May 9, 2032 [الإنجليزية]                          | February 27, 2036 [الإنجليزية]                    | December 15, 2039 [الإنجليزية]                    | October 3, 2043 [الإنجليزية]                      |
| 156                                               |                                                   |                                                   |                                                   |                                                   |
| July 22, 2047 [الإنجليزية]                        |                                                   |                                                   |                                                   |                                                   |

## روابط خارجية
- www.solar-eclipse.de - كسوف الشمس الحلقي بتاريخ 02/26/2017
- رسومات ناسا
  - خريطة تفاعلية للكسوف من وكالة ناسا
  - NASA Besselian Elements - الكسوف الحلقي للشمس في 26 فبراير 2017
- hermet.org: كسوف الشمس الحلقي: 26 فبراير 2017
- www.solar-eclipse.de - متوسط التغطية السحابية والمدن على طول مسار الكسوف